# Amarte Tour
El Amarte Tour es la primera gira musical en conjunto de la cantante chilenomexicana Mon Laferte y el cantante colombiano Juanes (cuarta para ella y séptima para él), en apoyo a su sencillo «Amárrame». 
La gira contaba con 17 shows en Norteamérica y Latinoamérica, con 16 shows en Norteamérica y 1 en Latinoamérica. 
La gira empezó el 20 de abril de 2018 en el Amway Center, en Orlando, Florida y terminó el 15 de junio de ese mismo año en San Juan, Puerto Rico.

## Setlist
Mon Laferte
1. Antes de ti
2. Mi buen amor
3. Si tú me quisieras
4. Amor completo
5. El cristal
6. La trenza
7. Tormento
8. Flor de amapola
9. Vuelve por favor
10. No te fumes mi mariguana
11. Amárrame
12. Tu falta de querer

Juanes
1. A Dios le pido
2. Fuego
3. Hermosa ingrata
4. Nada valgo sin tu amor
5. Fotografía
6. Es por ti
7. Ángel
8. La luz
9. El ratico
10. Es tarde
11. Mis planes son amarte
12. Bendecido
13. Para tu amor
14. Mil pedazos
15. Y no regresas
16. Esto no acaba
17. Pa' dentro
18. Oye mujer
19. Odio por amor
20. Me enamora
21. La paga
22. Mala gente
23. La camisa negra

## Fechas
| Fecha               | Ciudad      | País           | Recinto                              | Espectadores            | Recaudación |
| ------------------- | ----------- | -------------- | ------------------------------------ | ----------------------- | ----------- |
| Norteamérica        |             |                |                                      |                         |             |
| 20 de abril de 2018 | Orlando     | Estados Unidos | Amway Center                         |                         |             |
| 21 de abril de 2018 | Miami       | Estados Unidos | AmericanAirlines Arena               | 5.647 / 5.647           | $182,739    |
| 27 de abril de 2018 | Nueva York  | Estados Unidos | The theater at Madison Square Garden |                         |             |
| 28 de abril de 2018 | Boston      | Estados Unidos | Orpheum Theatre                      | 2.151 / 2.556           | $177,077    |
| 29 de abril de 2018 | Toronto     | Canadá         | Massey Hall                          |                         |             |
| 1 de mayo de 2018   | Chicago     | Estados Unidos | Rosemont Theatre                     | 3.736 / 4.052           | $280,836    |
| 3 de mayo de 2018   | Dallas      | Estados Unidos | The pavilion at Toyota Music Factory | 3.026 / 3.389           | $181,837    |
| 4 de mayo de 2018   | Houston     | Estados Unidos | Smart financial centre at Sugar Land |                         |             |
| 6 de mayo de 2018   | San Antonio | Estados Unidos | Freeman Coliseum                     | 4.509 / 5.125           | $274,790    |
| 9 de mayo de 2018   | El Paso     | Estados Unidos | El Paso County Coliseum              | 3.727 / 3.844           | $216,904    |
| 11 de mayo de 2018  | Phoenix     | Estados Unidos | Comerica Theatre                     | 3.020 / 4.526           | $202,463    |
| 12 de mayo de 2018  | Inglewood   | Estados Unidos | The Forum                            | 6.617 / 6.617           | $517,973    |
| 16 de mayo de 2018  | San Diego   | Estados Unidos | Viejas Arena                         | 6.347 / 6.347           | $306,197    |
| 18 de mayo de 2018  | San José    | Estados Unidos | City National Civic                  | 2.719 / 2.719           | $288,683    |
| 19 de mayo de 2018  | Las Vegas   | Estados Unidos | The Pearl at the Palms               |                         |             |
| 20 de mayo de 2018  | Temecula    | Estados Unidos | Pechanga Theatre                     |                         |             |
| Latinoamérica       |             |                |                                      |                         |             |
| 15 de junio de 2018 | San Juan    | Puerto Rico    | Coliseo de Puerto Rico               | 3.970 / 5.301           | $269,338    |
| Total               | Total       | Total          | Total                                | 45.469 / 50.123 (90,7%) | $2.898.837  |